# Lorenzo Ciompi
Lorenzo Ciompi (Firenze, 11 gennaio 1963) è un attore italiano.

## Biografia
Si forma professionalmente frequentando il Laboratorio internazionale dell'attore di Orazio Costa a Firenze, la Bottega teatrale a Roma e l'Actor's Studio di New York.
Dopo aver recitato in teatro e lavorato in film e fiction tv, tra cui le soap opera Santa Barbara e Beautiful, diventa popolare in Italia grazie alla soap opera di Canale 5, Vivere dove, dal 1999 al 2002 e poi nuovamente dal 2007 al 2008, interpreta il ruolo di Andrea Gherardi.
Tra il 1999 e il 2002 interpreta il ruolo del dottor Livata nelle due stagioni della fiction Commesse, regia di Giorgio Capitani; nel 2003, insieme ad Antonia Liskova, è protagonista, nel ruolo di Luca Biagi, del serial televisivo della Rai Incantesimo 6.
Vince 3 Telegatti personali come miglior attore protagonista di una soap opera nel 1999, 2000 e 2001.
Nel 2008 recita da coprotagonista nella miniserie tv di Canale 5, Questa è la mia terra - Vent'anni dopo, regia di Raffaele Mertes.
Dal dicembre 2009 conduce il programma Le case di Lorenzo dedicato al design sul canale satellitare Leonardo.
Nel 2010 è la voce narrante dell'edizione italiana del cartone animato Jarmies in onda sul canale satellitare JimJam dedicato ai bambini.
A novembre 2011 è uscito il suo primo libro, intitolato Un giardino sul Nilo, (Sitcom Editore).

## Carriera

### Teatro
- Atti unici gialli (1990), regia di F. Bigagli
- Trappola per topi (1991), regia di F. Bigagli
- Un Patriota per me (1992), regia di G. Cobelli
- Penetrazioni - Festival Di Edimburgo (1994), regia di G.M. Cervo
- Penetrazioni (1995), regia di G.M. Cervo
- La collina di Spoon River (1997), regia di L. Ciompi
- Letture al Piccolo di Milano (1998), regia di F. Battistini
- Il re muore (1998), regia di L. Ciompi
- Letture al T. Chatelet a Parigi (2004), regia di Bob Wilson
- Anima in tempesta (2004/2005), regia di V. Barret
- Oh Luciano, regia di Picardi
- Clizia, regia di A. Bianchini
- La nemica, regia di Cei
- La lettera di mamma, regia di Cei
- La fiaccola sotto il moggio, regia di Cei

### Cinema
- I volontari, regia di Domenico Costanzo (1998)
- Travolti dal destino, regia di Guy Ritchie (2002)

### Televisione
- Santa Barbara (1992), registi vari - Soap Opera - Rai 2
- Milagros (1993), registi vari – Telenovela - Rete4
- Micaela (1993), registi vari – Telenovela - Rete4
- Boxershorts (1997) - Sit-com - TSI (Televisione Svizzera)
- Linda e il brigadiere (1997), regia di Gianfranco Lazotti - Episodio: La turista scomparsa - Miniserie TV - Rai Uno
- Vivere (1999-2002/2007-2008), registi vari - Soap opera
- Commesse (1999-2002), regia di Giorgio Capitani -  Miniserie TV
- Beautiful (2002), registi vari - Soap Opera - Canale 5
- Incantesimo 6 (2003), regia di Alessandro Cane e Tomaso Sherman - Serial TV - Rai Uno
- Questa è la mia terra - Vent'anni dopo (2008), regia di Raffaele Mertes - Miniserie TV - Canale 5

### Conduzioni televisive
- Unomania (1991) prod. RTI - Italia 1
- A casa nostra (1991) prod. RTI - Rete 4
- Le Case di Lorenzo (2009) prod. Sitcom TV - Leonardo

### Libri
- Un giardino sul Nilo (2011) Sitcom Editore